# لیتیم تترافلوئوروبورات
لیتیم تترافلوئوروبورات (به انگلیسی: Lithium tetrafluoroborate) با فرمول شیمیایی LiBF۴ یک ترکیب شیمیایی است. که جرم مولی آن ۹۳٫۷۴۶ g/mol می‌باشد. شکل ظاهری این ترکیب، بلورهای جامد سفید و خاکستری است.